# Городское поселение рабочий посёлок Земетчино
Городско́е поселе́ние рабочий посёлок Земетчино — муниципальное образование в Земетчинском районе Пензенской области Российской Федерации.
Административный центр — рабочий посёлок Земетчино.

## История
Статус и границы городского поселения установлены Законом Пензенской области от 2 ноября 2004 года № 690-ЗПО «О границах муниципальных образований Пензенской области».

## Население
| 2010   | 2012    | 2013    | 2014    | 2015    | 2016    | 2017  |
| ------ | ------- | ------- | ------- | ------- | ------- | ----- |
| 10 894 | ↘10 669 | ↘10 479 | ↘10 338 | ↘10 250 | ↘10 056 | ↘9896 |
| 2018   | 2021    |         |         |         |         |       |
| ↘9727  | ↘9710   |         |         |         |         |       |

## Состав городского поселения
| № | Населённый пункт | Тип населённого пункта                  | Население |
| - | ---------------- | --------------------------------------- | --------- |
| 1 | Графинино        | деревня                                 | 37        |
| 2 | Земетчино        | рабочий посёлок, административный центр | ↗9622     |
| 3 | Нарышкино        | деревня                                 | 0         |
| 4 | Смирновское      | село                                    | ↘85       |